# آیس‌من (مارول کمیک)
آیس‌من (به انگلیسی: Iceman) با نام اصلی رابرت لوئیس «بابی» دریک یک شخصیت خیالی ابرقهرمان در کتاب‌های کامیک منتشر شده توسط مارول کامیکس است، که به عنوان یکی از مؤسسین گروه مردان ایکس به‌شمار می‌رود. شخصیت آیس‌من توسط نویسنده استن لی و طراح جک کربی خلق شده‌است که برای اولین بار، در شماره یک از مجموعه کمیک‌های مردان-ایکس غیرطبیعی (سپتامبر ۱۹۶۳) معرفی شد.
آیس‌من عضو یکی از زیرشاخه‌های بشریت با نام جهش‌یافته‌ها به‌شمار می‌رود که با توانایی‌های ابرانسانی به دنیا آمده‌است. او توانایی کنترل سرما و یخ بوسیلهٔ انجماد بخار آب در اطرافش را دارد. این قابلیت به او اجازه بی‌حرکت نمودن اجسام و همچنین تبدیل بدن خود به یخ را می‌دهد.
مرد یخی به دلیل اقتباس مکرر در رسانه‌های مربوط به مردان ایکس و مرد عنکبوتی ، از جمله بازی‌های ویدیویی، سریال‌های انیمیشن و فیلم‌ها، در میان شخصیت‌های مردان ایکس از جایگاه نسبتا بالایی برخوردار است. این شخصیت بعداً زمانی که یک خط داستانی فاش کرد که این شخصیت یک مرد همجنس‌گرا در « مردان ایکس» شماره ۴۰ (آوریل ۲۰۱۵) بود، مورد توجه رسانه‌ها قرار گرفت که منجر به بیرون آمدن او شد .
مرد یخی به عنوان یکی از برجسته ترین و قدرتمندترین شخصیت های همجنس گرا در کتاب های کمیک توصیف شده است. 
آیس‌من تا به حال در چهار فیلم مردان ایکس حضور داشته‌است. شان اشمور نقش او را ایفا کرده‌است. وی همچنین حضوری فعال در کمیک‌ها، بازی‌های ویدئویی و انیمیشن‌ها داشته‌است.

## بیوگرافی شخصیت داستانی
رابرت "بابی" لوئیس دریک در فلورال پارک، همپستد، نیویورک در خانواده ویلیام رابرت دریک و مادلین بئاتریس باس-دریک به دنیا آمد. بابی از طرف مادرش یهودی و از طرف پدرش کاتولیک ایرلندی بود. بابی اولین بار توانایی های جهش یافته خود را در سنین جوانی کشف کرد، زمانی که متوجه شد نمی تواند احساس سرما و لرز را متوقف کند.
یک قلدر مدرسه به نام راکی بیزلی گروهش را متقاعد کرده بود که به بابی و جودی هارمون، دوست دخترش در آن زمان حمله کنند. بابی وحشت کرد و راکی را در یخ محصور کرد و جودی را نجات داد، اما توانایی های خود را برای همسالانش آشکار کرد. مردم شهر او، فورت واشنگتن، با اعتقاد به اینکه بابی یک جهش یافته خطرناک است، یک گروه لینچ را سازماندهی کردند. اوباش وارد خانواده دریک شدند و بر آنها چیره شدند. کلانتر محلی متوجه شد که همه چیز از کنترل خارج می شود و بابی را برای محافظت از خودش بازداشت کرد.

### مردان ایکس
خاویر اسکات سامرز (سایکلاپس) را برای استخدام بابی فرستاد، پس از اینکه بابی او را رد کرد، دو جهش یافته قبل از اینکه اوباش با آنها روبرو شوند با هم درگیر شدند، هنگامی که پروفسور ایکس از توانایی های تله پاتیک خود برای پاک کردن خاطرات آنها استفاده کرد، گروه اوباش مشغول به دار کشیدن اسکات و بابی بودند تا به دار آویخته شوند، بابی که به خاطر نجات جانش و آرزوی شبیه شدن به اسکات، سپاسگزار بود، در مدرسه ژاویر برای جوانان با استعداد ثبت نام کرد و دومین عضو مردان ایکس شد، در آنجا، مردان ایکس توسط پروفسور ایکس آموزش دیدند و در استفاده از قدرت های خود در اتاق خطر آموزش دیدند، بابی به‌عنوان «مرد یخی» یاد گرفت که توانایی‌های خود را کنترل کند تا از دنیایی محافظت کند که از او می‌ترسید و به دلیل متفاوت بودن در کنار سیکلوپ، بیست و جین گری از او می‌ترسید.
آیس من به سرعت با بیست دوست شد، با این حال، او در مورد اینکه جوانترین عضو گروه است، خودآگاه باقی ماند، با این حال، رویکرد آرام او به فاجعه اغلب تنش را در بین هم تیمی هایش کاهش می داد، کنترل ابتدایی بابی بر توانایی هایش باعث شد که ظاهرش شبیه آدم برفی باشد، نه نسخه یخی تقریبا شفاف سال های آخر زندگی اش،او در کنار مردان ایکس با بسیاری از دشمنان از جمله مگنیتو و برادری جهش یافته شیطانی مبارزه کرد، با گذشت زمان، بابی یاد گرفت که به جای ظاهر آدم برفی اصلی خود را در یخ بپوشاند،در این مدت، بابی با مشعل انسانی متحد شد تا دزد دریایی مدرن کاپیتان باراکودا را شکست دهد.

## در جهان های دیگر

### جابجایی زمان
بیست از آینده به زمان گذشته سفر کرد تا به آنها اطلاع دهد که آینده در وضعیت بدی قرار دارد و فقط ایکس من اصلی می تواند به رفع آن کمک کند. بابی و بقیه مردان ایکس این هیولا را تا آینده ای همراهی کردند که در آن سیکلوپ چارلز خاویر را کشته بود و ژان گری مرده بود (مدرسه ای که به نام او نامگذاری شده بود).
بابی به‌ویژه وقتی متوجه شد که آینده‌اش بسیار «لنگ» شده بود، آشفته شد. پس از اینکه تیم با سیکلاپس آینده روبرو شد، تیم (تحت رهبری ژان) تصمیم گرفت تا زمانی که مشکلات در این زمان حل شود، باقی بمانند و قبل از بازگشت به خودشان .